# San Diego Open 2011
Il San Diego Open 2011 è stato un torneo di tennis giocato sul cemento. È stata la 31ª edizione del San Diego Open, la seconda dopo la sospensione per due anni, che anche quest'anno ha preso il nome di Mercury Insurance Open per motivi di sponsorizzazione e che fa parte della categoria Premier nell'ambito del WTA Tour 2011. Si è giocato a San Diego in California dal 1° al 7 agosto 2010. È il 2° evento femminile delle US Open Series 2011.

## Partecipanti

### Teste di serie
| Giocatrice          | Nazionalità | Ranking* | Testa di serie |
| ------------------- | ----------- | -------- | -------------- |
| Vera Zvonarëva      | Russia      | 3        | 1              |
| Andrea Petković     | Germania    | 11       | 2              |
| Agnieszka Radwańska | Polonia     | 14       | 3              |
| Peng Shuai          | Cina        | 16       | 4              |
| Ana Ivanović        | Serbia      | 17       | 5              |
| Dominika Cibulková  | Slovacchia  | 19       | 6              |
| Julia Görges        | Germania    | 20       | 7              |
| Daniela Hantuchová  | Slovacchia  | 21       | 8              |
| Roberta Vinci       | Italia      | 22       | 9              |
| Flavia Pennetta     | Italia      | 23       | 10             |
| Marija Kirilenko    | Russia      | 25       | 11             |
| Sabine Lisicki      | Germania    | 26       | 12             |
| Jarmila Gajdošová   | Australia   | 28       | 13             |
| Elena Vesnina       | Russia      | 33       | 14             |
| Sara Errani         | Italia      | 36       | 15             |
| Polona Hercog       | Slovenia    | 39       | 15             |

- Ranking al 25 luglio 2011.

### Altre partecipanti
Giocatrici che hanno ricevuto una Wild card:
- Gisela Dulko
- Alexa Glatch
- Aravane Rezaï
- Sloane Stephens

Giocatrici passate dalle qualificazioni:

- Gréta Arn
- Marina Eraković
- Jill Craybas
- Natalie Grandin
- Zoë Gwen Scandalis
- Rika Fujiwara
- Marie-Ève Pelletier
- Ashley Weinhold

## Campionesse

### Singolare
Agnieszka Radwańska ha sconfitto in finale  Vera Zvonarëva per 6–3, 6–4.
- È il quinto titolo in carriera per Radwanska ed il primo nel 2011.

### Doppio
Květa Peschke /  Katarina Srebotnik hanno sconfitto in finale  Raquel Kops-Jones /  Abigail Spears per 6–0, 6–2